# Torquéole des bois
Tropicoperdix chloropus
Espèce
Statut de conservation UICN

 LC  : Préoccupation mineure
La Torquéole des bois (Tropicoperdix chloropus) est une espèce d'oiseaux de la famille des Phasianidae. La Torquéole de Merlin (A. merlini), sous-espèce vietnamienne, est parfois considérée comme espèce à part entière.

## Distribution
La partie septentrionale de son aire de distribution s'étend du Myanmar au nord et à l’ouest de la Thaïlande, et au sud de la Chine dans le Yunnan. La partie méridionale va du Myanmar au centre et au sud du Vietnam, en passant par le Laos et le Cambodge.

## Sous-espèces
Cet oiseau est représenté par sept sous-espèces :
- T. c .chloropus (Blyth, 1859) — forme nominative ; Myanmar, ouest de la Thaïlande, sud de la Chine ;
- T. c. cognacqi (Delacour & Jabouille, 1924) — se rencontre dans le sud Vietnam (Cochinchine) ; le bas du cou et le haut de la poitrine ne sont pas roux mais brun olivâtre, la tête est plus pâle ainsi que les parties inférieures.
- T. c. merlini (Delacour & Jabouille, 1924) — diffère par des écailles très marquées sur les flancs et sur la poitrine, et des pattes jaune-verdâtre ; cette sous-espèce est divisée en deux populations dans le centre Annam, l’une dans la région de Quangtri et l’autre dans le parc national de Bạch Mã ; cette dernière population a parfois été considérée comme une sous-espèce distincte (vivida) en raison de ses couleurs plus vives ;
- T. c. vivida (Delacour, 1926) — se rencontre dans le centre-est du Viêt Nam
- T. c. peninsularis Meyer de Schauensee, 1941 — elle diffère par le dessous plus chamois et des tons plus chauds sur les parties supérieures ; sud-ouest de la Thaïlande ;
- T. c. olivacea (Delacour & Jabouille 1928) — est plus brun-verdâtre ; elle se rencontre au Laos, au Cambodge et dans le nord-ouest du Vietnam ;
- T. c. tonkinensis (Delacour, 1927) — se rencontre dans le nord Vietnam ; elle n’a pas de raie oculaire, les oreillons sont bruns, diffus et rayés ; le haut de la poitrine n’est pas fauve pur mais taché de brun foncé. Il n’y a pas de collier noir marqué.

## Habitat
Cette espèce fréquente la forêt primaire dense, sempervirente ou mixte, et la forêt secondaire à dominante de bambous, généralement à moins de 400 m d’altitude mais parfois jusqu’à 1 400 m.

## Mœurs
Elles sont très mal connues. On les suppose similaires à ceux des espèces voisines. Cette torquéole se nourrirait de graines, baies et insectes.

## Voix
Cette espèce chante surtout le matin et en fin d’après midi. Le chant consiste en une répétition plaintive d’une  note tou…tou…tou.. , de plus en plus rapide, se terminant brutalement par des cris stridents et hachés chirra-chew-chirra-chew.

## Nidification
Les seules données sont celles de Deignan (1945) qui aurait trouvé un juvénile le 24 août, ce qui laisse supposer une nidification en mai-juin, et trois œufs collectés en mai, en Thaïlande.

## Statut et conservation
La Torquéole des bois n’est pas considérée comme menacée par l’UICN. Elle serait assez commune dans le Parc national de Cat Tien, Vietnam, où la densité serait de 0.53 à 0.98 couple à l’hectare. Elle est assez commune dans toute la chaîne des Cardamomes (Cambodge), où elle est activement chassée soit par des chasseurs professionnels, qui les attirent dans les pièges en imitant leur chant, soit par des villageois lors de séjours occasionnels en forêt pour d’autres activités. Les prélèvements seraient de 1 200 à 2 500 oiseaux par an dans la commune de Roleak Korng Cheung (Province de Kampong Spoe). Le bûcheronnage illégal constituerait une autre menace ainsi que le dérangement lors d’activités forestières. Cette espèce serait au contraire en danger en Chine en raison de la diminution de son aire de répartition (Hennache & Ottaviani 2011).